# Thousandfold
Thousandfold ist ein Lied und die Single-Auskopplung der Schweizer Pagan-/Folk-Metal-Band Eluveitie vom Album Everything Remains as It Never Was. Die Single wurde in Europa am 16. Februar 2010 durch Nuclear Blast veröffentlicht.

## Entstehungsgeschichte
Ebenso wie der Rest des Albums Everything Remains as It Never Was wurde auch Thousandfold zwischen September und Oktober 2009 in diversen Studios aufgenommen. Es war das letzte Lied, was für das Album geschrieben wurde. Glanzmann vollendete es am Tag vor Beginn der Studioaufnahmen. Erstmals veröffentlicht wurde das Lied Thousandfold sowie der zugehörige Videoclip am 23. Dezember 2009 auf dem Myspace-Profil von Eluveitie.
Wenige Tage vorher rief die Band einen Wettbewerb zu Gestaltung des Covers aus. Am 4. Januar 2010 wurde der Gewinner bekannt gegeben. Die Band entschied sich für das Artwork von einem Max aus Russland. Es zeigt einige römische Legionäre durch eine nebelverhangene Landschaft reiten. Den Wettbewerb kommentierte der Sänger und Frontmann der Band Chrigel Glanzmann folgendermaßen:

„Wir sind völlig von den Socken, wie viele von Euch bei unserem Contest mitgemacht haben, einfach unglaublich! Es war echt super, zahllose wahnsinnig gute und originelle Artworks zu erhalten und so war es keine einfache Entscheidung für uns. Wir möchten uns vor allem bei dem Gewinner des Wettbewerbs bedanken und ihm gratulieren – und natürlich grüßen und bedanken wir uns auch bei all jenen, die bei dem Contest mitgemacht haben!“

## Besetzung
- Akustische Gitarre: Ivo Henzi
- Tin- & Low Whistle, Schottische Sackpfeife, Redpipe: Päde Kistler
- Fiddle, Gesang: Meri Tadic
- Bass: Kay Brem
- Tin- & Low Whistle, Mandola, Mandoline, Uilleann Pipes, Bodhrán, Gesang: Chrigel Glanzmann
- Drehleier, Flöte, Gesang: Anna Murphy
- Akustische Gitarre: Sime Koch
- Schlagzeug, Perkussion: Merlin Sutter

## Stil

### Musik
Das Lied stellt eine Kombination aus Pagan und Melodic Death Metal dar. Verwendet wurde eine Vielzahl an Instrumenten. Neben den typischen Instrumenten einer Metal-Band wie E-Gitarre, E-Bass und Schlagzeug wurde auch Geige, Drehleier, Sackpfeife, Flöte, Uilleann Pipes und eine Mandola bzw. Mandoline verwendet. Der Gesang ist geprägt von Chrigel Glanzmanns Screaming. Laut Metal-Hammer-Autor Marc Halupczok weckt das Lied Assoziationen an Inis Mona und er vergleicht das Lied gesanglich mit den späteren Werken Gorefests.

### Text
Der Text ist ausschließlich auf Englisch verfasst. Chrigel Glanzmann erläuterte den Inhalt wie folgt:

„Bei “Thousandfold” geht es um die schillernde Figur des Orgetorix, ein helvetischer Fürst und Freiheitskämpfer, der zu Zeiten des gallischen Krieges lebte. Der Text stellt die „offizielle Version“ der Geschehnisse in Frage, die später vom römischen Imperator (Gaius Iulius Caesar) in „De bello Gallico“ festgehalten wurden, was primär eher als Politpropaganda bezeichnet werden kann. Wir versuchten, uns vorzustellen, was wirklich passiert sein könnte.“

## Musikvideo
Das Musikvideo zu Thousandfold wurde im Herbst 2009 von der renommierten polnischen Filmcrew Grupa 13 gedreht, die unter anderem auch schon Musikvideos für Behemoth, Sonata Arctica, Amon Amarth und weitere produziert hat. Als Drehort wurde das Freilichtmuseum des Oppelner Dorfes in Oppeln gewählt. Der Drehort wurde von der Filmcrew ausgesucht und der Band Vorgeschlagen. Chrigel Glanzmann kommentierte den Videoclip gegenüber dem Metal Hammer mit den Worten „[v]iel besser kann man einen Eluveitie-Song optisch nicht umsetzen.“